# Thibault Lecomte
Pour les articles homonymes, voir Lecomte.
Thibault Lecomte, né le 4 mars 1993 à Remiremont dans le département des Vosges, est un rameur poids léger français pratiquant l'aviron.

## Biographie
Thibault Lecomte pratique l'aviron au sein de l’association sportive de Gérardmer aviron depuis 2002 ainsi qu'en équipe de France depuis 2009. Il s’entraîne actuellement[Quand ?] au pôle France de Nancy en compagnie des meilleurs rameurs français comme Germain Chardin, Dorian Mortelette ou encore Pierre Houin
Il entre à l'IFMK (institut de formation en masso-kinésithérapie) à Nancy en septembre 2013 avec la volonté d'allier sport de haut niveau et études supérieures.

## Palmarès

### Championnats du monde(élite)
Aiguebelette 2015  France : Vice champion du monde en Huit (aviron) poids léger 

### Championnats du monde U23
Trakai 2012  Lituanie : Vice champion du monde en Quatre de couple poids légers 
Linz 2013  Autriche : Vice champion du monde en Quatre de couple poids légers 
Varèse 2014  Italie : Champion du monde en Quatre de couple poids légers 
Plovdiv 2015  Bulgarie : Quatrième en Quatre sans barreur poids légers 

## Reconversion
Après une blessure au dos en novembre 2015, il décide d'arrêter sa carrière de rameur pour s'essayer au cyclisme et au triathlon.  

## Reprise de l'aviron
En 2019, il décide de reprendre l'aviron dans le but de retourner à haut niveau. 
Toujours licencié à l'association sportive de Gérardmer.